# Dubbele bloedsomloop

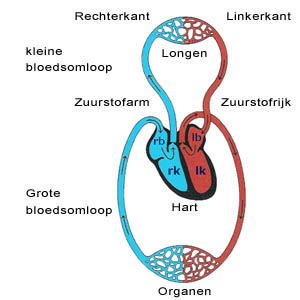
Schema van een dubbele bloedsomloop

Een dubbele bloedsomloop bestaat uit een dubbelpompend hart, een kleine bloedsomloop en een grote bloedsomloop. Een helft van het hart stuwt het bloed door de kleine bloedsomloop, via de longen terug naar het hart. De andere helft van het hart stuwt gelijkertijd het bloed dat uit de longen komt naar de rest van het lichaam, weer terug naar het hart: de grote bloedsomloop.
Dit type bloedsomloop komt voor bij zoogdieren en vogels. Bij reptielen en amfibieën komt een soort tussenvorm voor tussen een enkelvoudige en een dubbele bloedsomloop: Deze dieren hebben twee hartboezems maar slechts één hartkamer.